# Шапрашти
Шапрашти́ (каз. Шапрашты) — село у складі Сайрамського району Туркестанської області Казахстану. Входить до складу Колкентського сільського округу.
Населення — 662 особи (2021; 468 у 2009, 396 у 1999, 298 у 1989).